# Trànsit (astronomia)

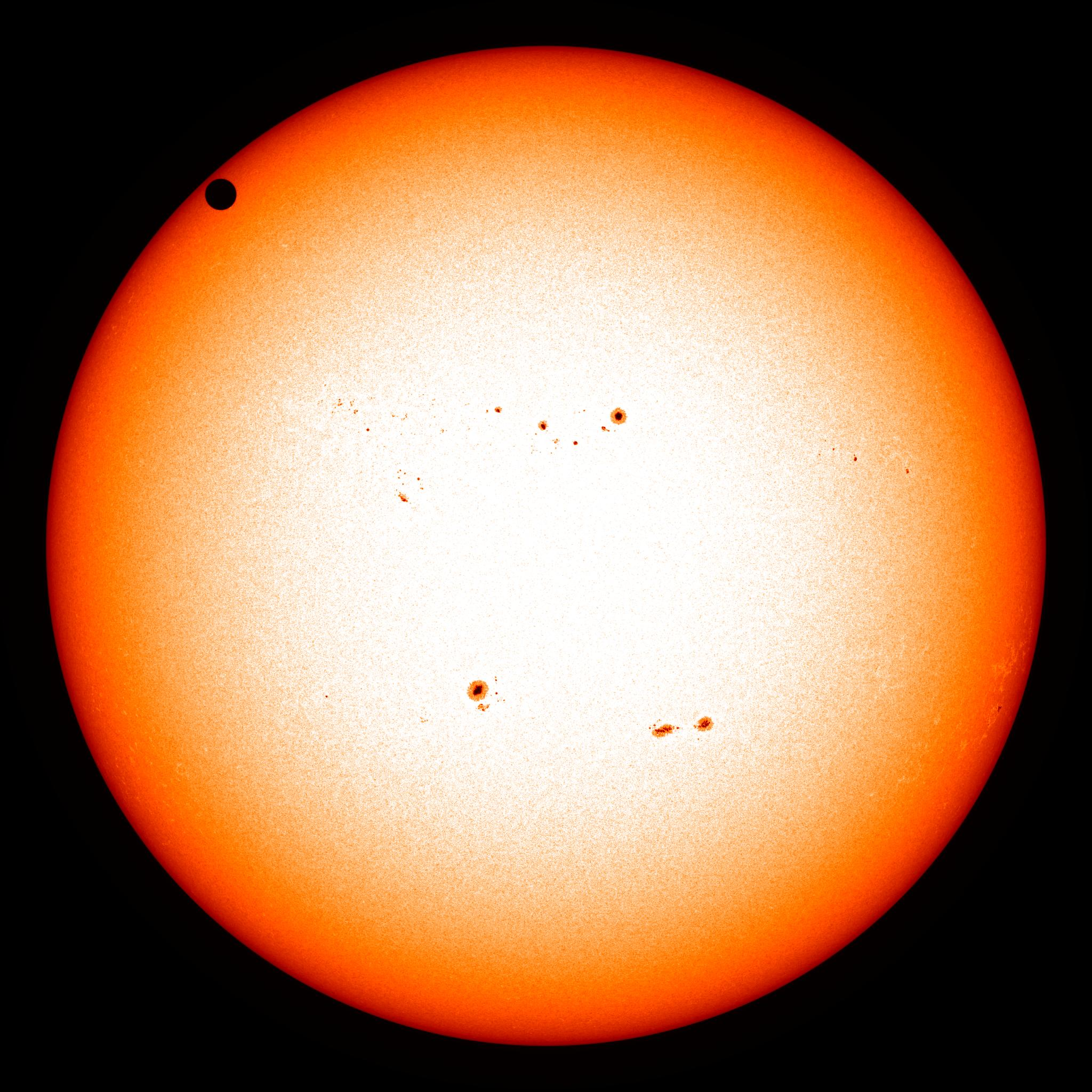
Trànsit de Venus del 6 de juny de 2012

El trànsit és un fenomen astronòmic durant el qual un astre sembla que passi per davant d'un altre, bloquejant totalment o parcialment la seva visió des del punt de vista d'un observador situat en un punt particular privilegiat. El tipus de trànsit més conegut, per la seva espectacularitat, és l'eclipsi solar, en què és la Lluna la que cobrix el Sol.
Els anomenats trànsits planetaris, són aquells que succeïxen entre un planeta interior del sistema solar i el Sol. Des de la Terra, sols són visibles els d'aquells planetes que ens precedixen, és a dir, Mercuri i Venus. Aquests trànsits són de gran importància, ja que ens han ajudat a calcular les dimensions del sistema solar, entre aquestes la unitat astronòmica. El primer astrònom que es va adonar de les possibilitats d'estes observacions va ser Edmund Halley (1656-1742).
També els satèl·lits efectuen trànsits sobre el disc del planeta. Són molt coneguts els trànsits dels satèl·lits galileans de Júpiter sobre el disc del planeta, o de les seves ombres. A banda dels satèl·lits galileans, només l'ombra de Tità és prou gran per a ser observada sobre la superfície de Saturn per la majoria dels telescopis.

Un trànsit planetari provoca una disminució de la brillantor de l'estrella observada.

El mètode de trànsit és un mètode fotomètric per a la detecció d'exoplanetes. El 2019, al voltant del 80% de tots els planetes coneguts havien estat descoberts amb aquest mètode, que el converteix en el mètode amb més èxit en la cerca d'exoplanetes. El planeta no s’observa directament, sinó que només es detecta indirectament observant la brillantor de la seva estrella. La majoria dels descobriments fets fins ara s'han fet amb l’ajut del telescopi espacial Kepler.
Durant un trànsit planetari, el planeta amaga part de la seva estrella mare d'un observador adequadament situat, de manera que la brillantor de l'estrella es redueix durant el trànsit. L’observació contínua de la brillantor d’una estrella pot detectar aquests canvis. El planeta que provoca un trànsit s’anomena planeta que transita. Els planetes orbiten la seva estrella sobre la seva òrbita en un període determinat, de manera que després d’una òrbita es produeix un altre trànsit. Per descartar un esdeveniment aleatori, s'han d’observar almenys tres trànsits amb el mateix interval de temps entre si. Tot i que la probabilitat d’observar un trànsit d’una estrella seleccionada a l’atzar és inferior a l’1% bastant baixa perquè les òrbites també es poden orientar de manera que el planeta no passe mai per davant de la seva estrella quan es veu des de la Terra. L'agost de 2019 es van detectar més de 3.000 exoplanetes mitjançant aquest mètode. Es pot obtenir més informació sobre el planeta i l'estrella observant els gradients de brillantor de les estrelles. Per exemple, es poden fer afirmacions sobre el període de revolució al voltant de la seva estrella, el radi planetari, la inclinació de la seva òrbita en relació amb la línia de visió i el sentit de rotació de la seva estrella. A més, a partir del coneixement d’aquests valors, es poden fer afirmacions sobre la distància a la qual el planeta orbita al voltant de la seva estrella. Amb espectroscòpia l’observació també pot proporcionar dades sobre la composició de la seva atmosfera i sobre la seva albedo i la seva temperatura. La precisió dels mètodes encara no era suficient a principis de 2017 per obtenir informació sobre planetes semblants a la Terra, però les mesures per a planetes semblants a la Terra seran possibles en un futur proper amb la finalització de telescopis d'alta intensitat com el telescopi espacial James Webb.